# Ochetomyrmex semipolitus
Ochetomyrmex semipolitus är en myrart som beskrevs av Mayr 1878. Ochetomyrmex semipolitus ingår i släktet Ochetomyrmex och familjen myror. Inga underarter finns listade i Catalogue of Life.

## Bildgalleri

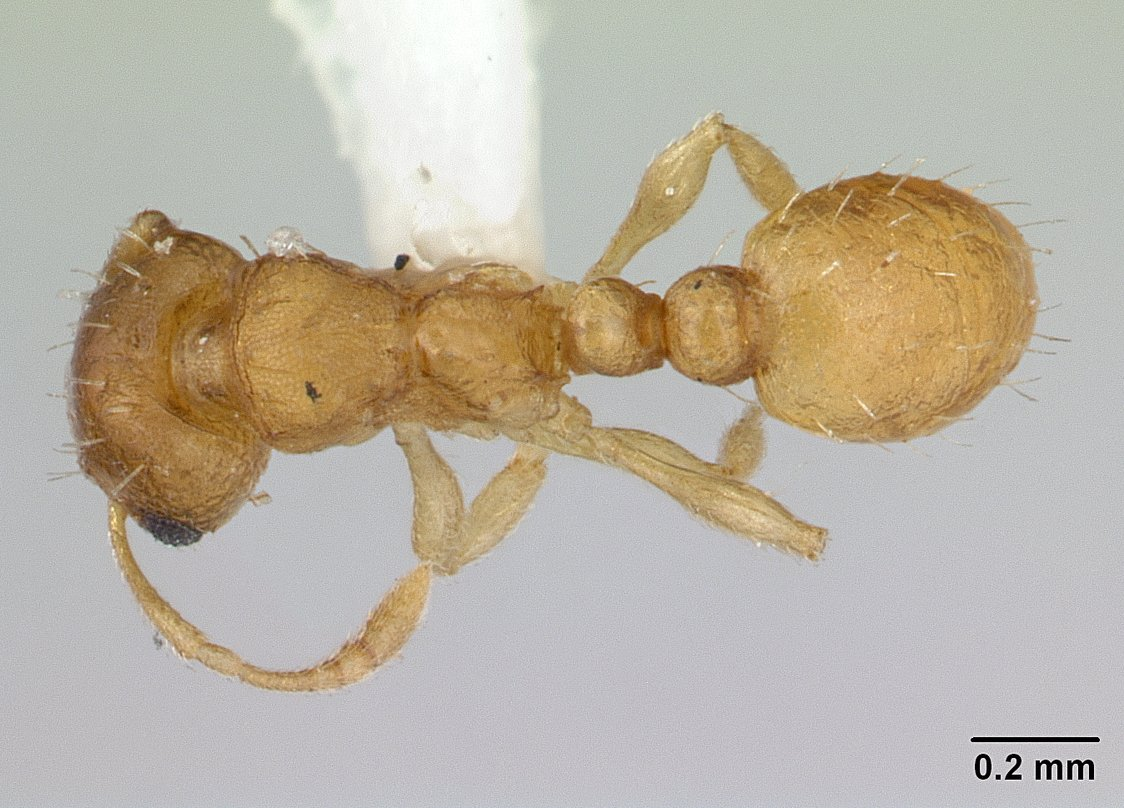
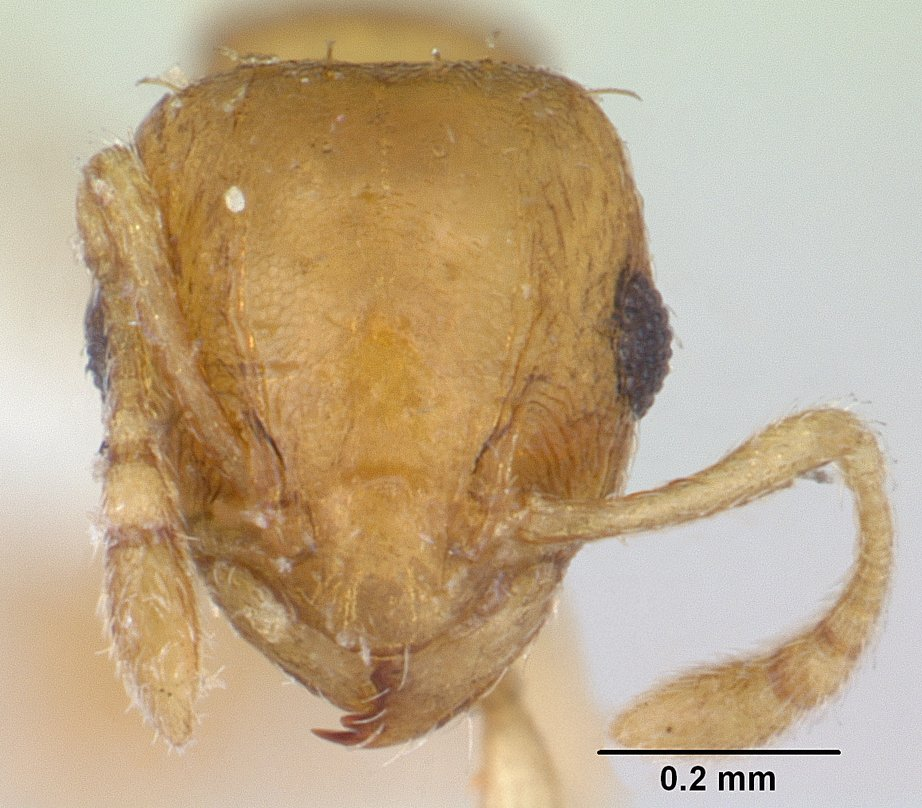
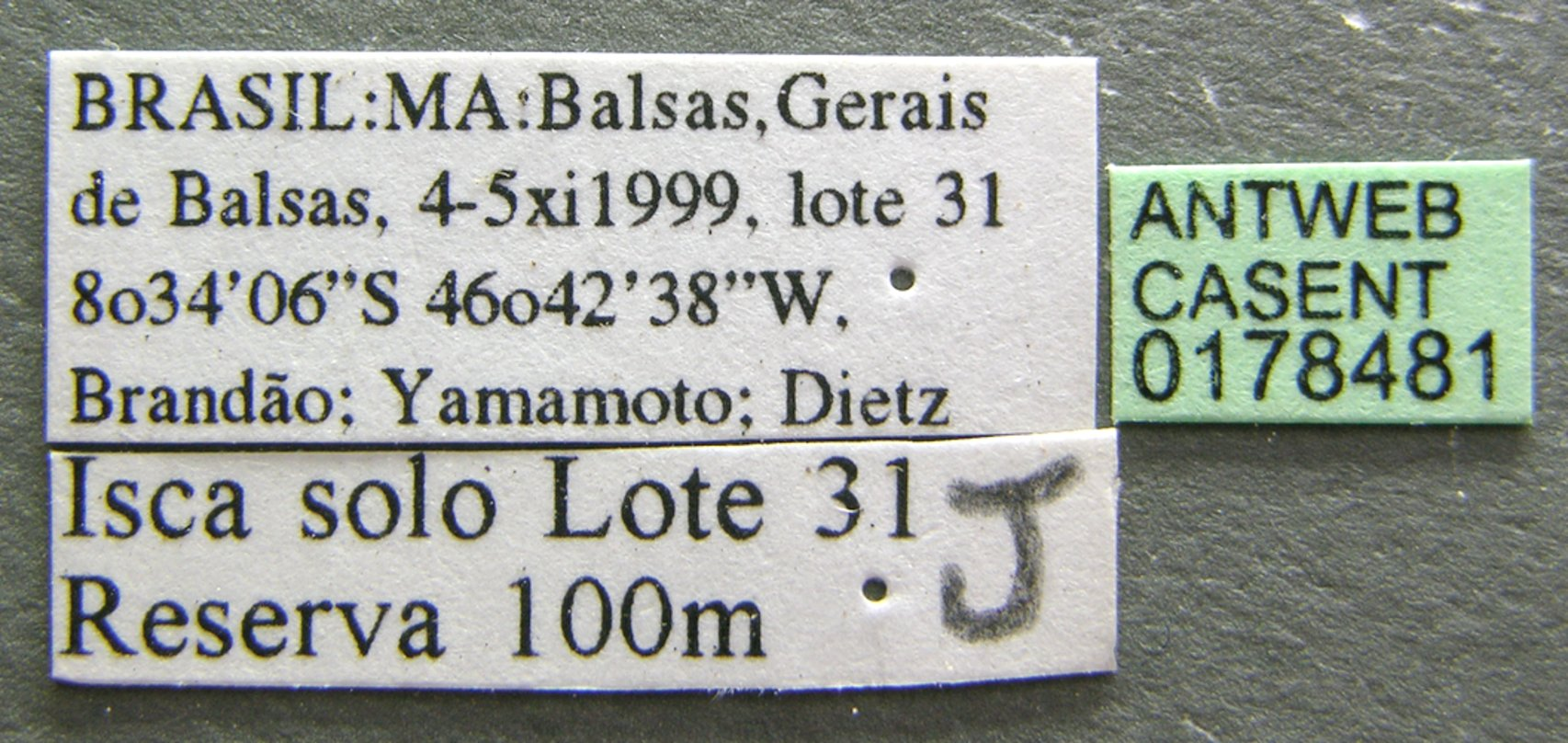
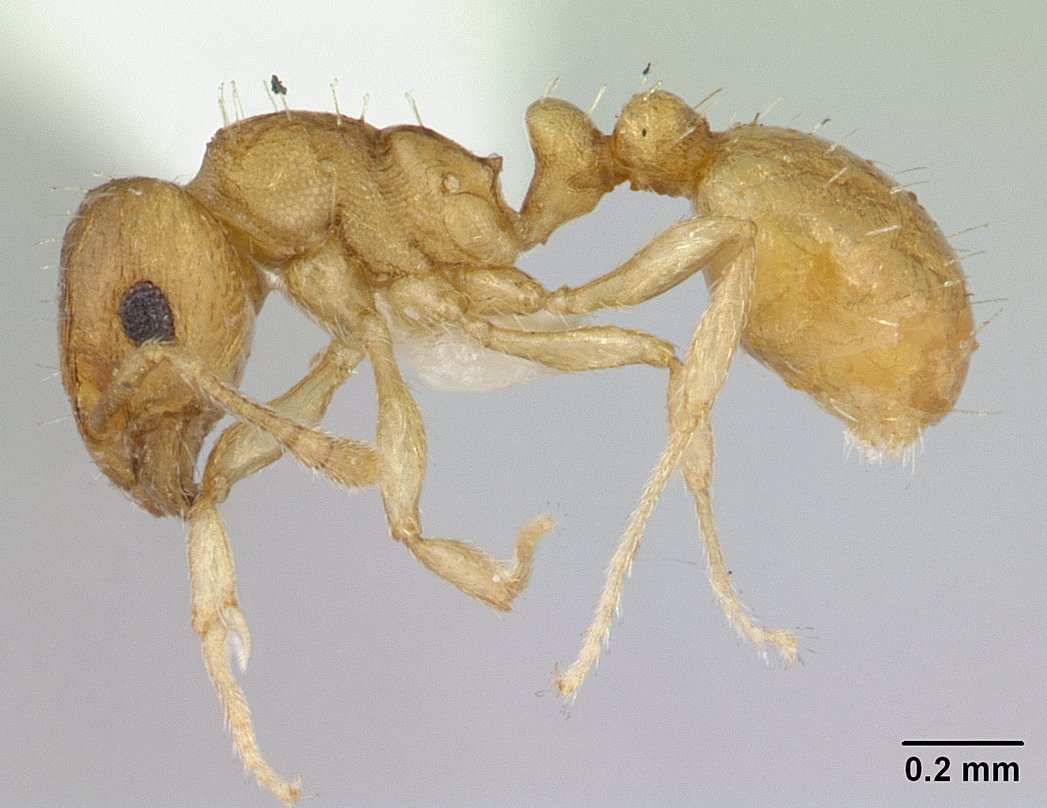
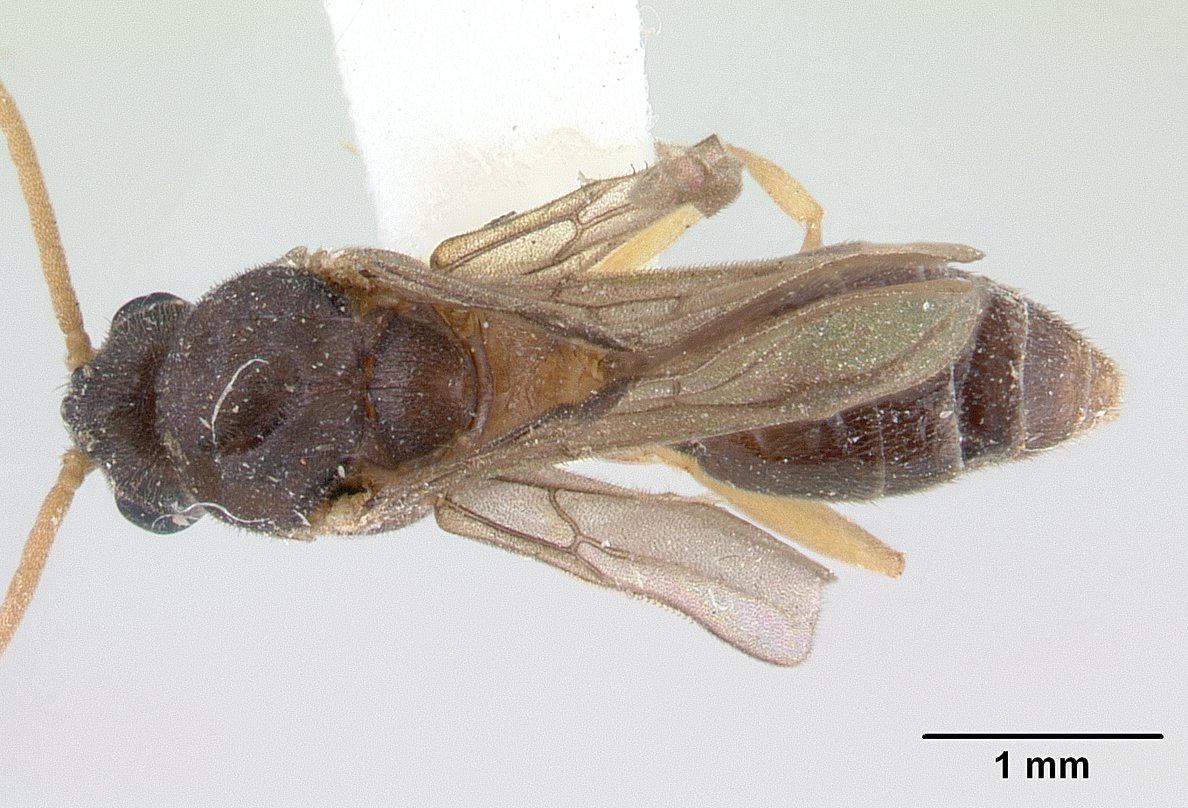
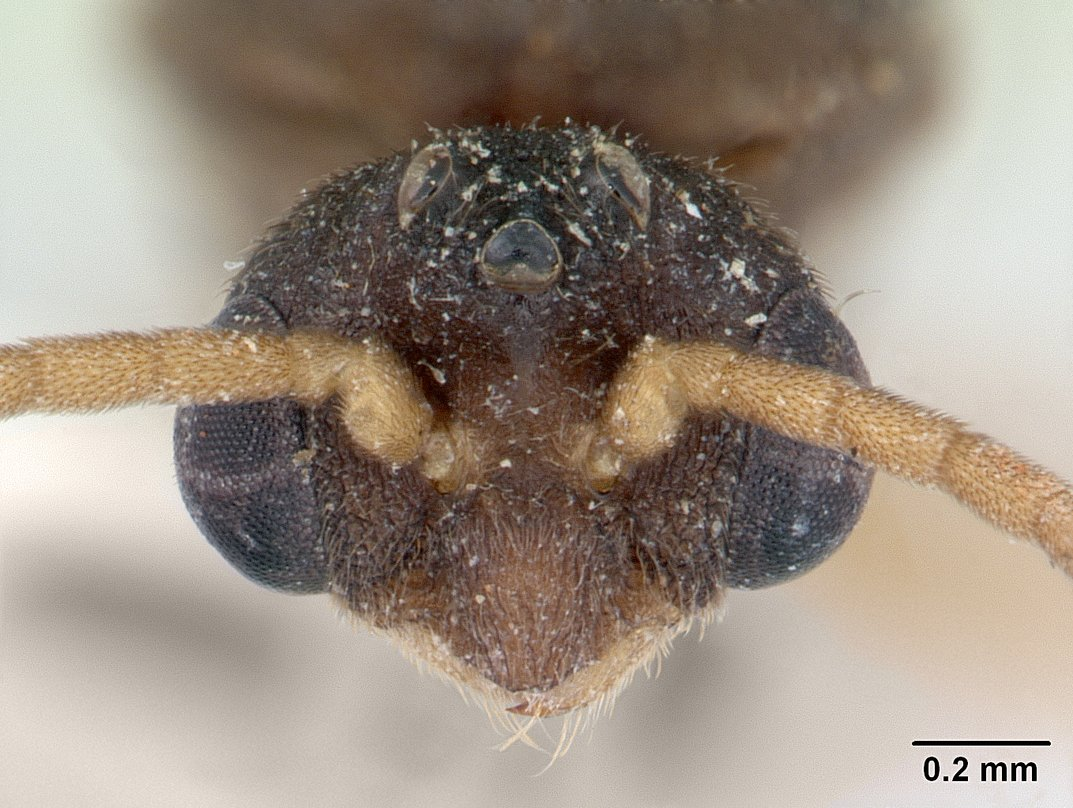